# Share The World/We Are!
《Share The World/We Are!》（日语：Share The World／ウィーアー!）是韩国男子团体東方神起在日本发行的第27张单曲。于2009年4月22日由avex trax公司下属厂牌rhythm zone发行。

## 概要
这首单曲距上张单曲《Survivor》发行相隔约1个月，是组合2009年第3张单曲，也是一张双A面单曲。
单曲分为「CD+DVD」「只CD」两种版本发行，前者有收录《Share The World》的MV与MV的拍摄过程（只在初回限定盘中收录），后者则收录有《Share The World》的混音版本，另外两种版本皆有作为附赠曲目收录的的第四张单曲《因为还有明天》（明日は来るから）。初回限定版本封入特典是封面大小的卡片（6种中随机封入1种），“只CD”版本有12页豪华手册同捆封入。
单曲所收录的三首歌都被用作了富士电视台播映动画《ONE PIECE》的片头或片尾曲。

## 收录歌曲

### CD Only
1. 《Share The World》 [3:27]
作詞：H.U.B.　作曲：前山田健一　編曲：AKIRA（日语：AKIRA (PALM DRIVE)）
  - 富士电视台动画《ONE PIECE》第11季片头曲
2. 《We Are!》（ウィーアー!） [3:37]
作詞：藤林聖子　作曲：田中公平　編曲：AKIRA
  - 富士电视台动画《ONE PIECE》第10季片头曲
  - 北谷洋（きただにひろし）同名歌曲（日语：ウィーアー!）的翻唱。
3. 《因为还有明天》（明日は来るから）（Bonus Track） [5:13]
作詞：妹尾武（日语：妹尾武）、小山内舞（日语：松尾潔）　作曲：妹尾武　編曲:K-Muto
  - 富士电视台动画《ONE PIECE》第17季片尾曲
  - 组合第4张单曲，作为附赠曲目再次收录。
4. 《Share The World》 -Save A Remix- [3:47]
混音：井上慎二郎（日语：井上慎二郎）
5. 《Share The World》 （Less Vocal）
6. 《We Are!》 （Less Vocal）

### CD+DVD
CD
1. 《Share The World》
2. 《We Are!》
3. 《因为还有明天》（Bonus Track）
4. 《Share The World》 （Less Vocal）
5. 《We Are!》 （Less Vocal）

DVD
1. 《Share The World》 (Video Clip)
2. 《Share The World》Off Shot Movie （只初回限定盤有收录）